# Treudd von Jordhamn
Der Treudd von Jordhamn liegt nahe der Küste zwischen Jordhamn und dem nördlich gelegenen Gillberga auf der schwedischen Insel Öland.
Beim Treudd handelt es sich zumeist um ein von Randsteinen gefasstes, gegenüber dem Umfeld leicht erhöhtes Steinpflaster. Die vermutlich aus der Eisenzeit stammenden dreiarmigen Steinsetzungen mit konkaven Seiten sind eine Sonderform der Röse. Der Abstand zwischen den drei Eckpunkten der Arme, bei diesem verhältnismäßig kleinen Treudd (es gibt Längen bis 33,0 m) beträgt etwa 11,0 m. Die Randsteine mit Höhen von 0,3 bis 0,9 m und Breiten von 0,6 bis 1,15 m sind ungewöhnlich groß. Die drei Eckpunkte sind mit bis zu 1,3 m hohen Steinen aus rotem Granit markiert.
In der Nähe liegt die Scheuermühle von Jordhamn, die einzige erhaltene Scheuermühle Ölands. Hier kann man unter anderem die für Öland typischen fossilen Orthoceraten finden. Südlich von Gillberga liegt ein großer Kalksteinbruch. An der Küste südwestlich des Dorfes liegen die Gillberga raukar.